# Johann Nepomuk Ulm

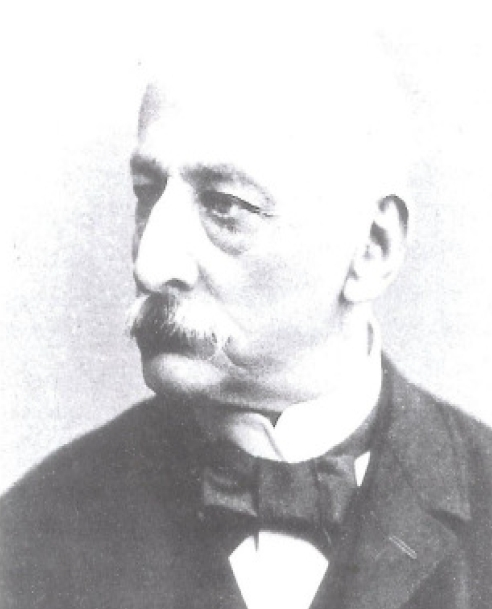
Johann Nepomuk Ulm um 1860

Johann Nepomuk Ulm (geadelt Edler von Ulm; * 19. April 1800 in Sauritsch; † 24. Dezember 1864 in Graz) war ein österreichischer Jurist und Politiker. Von 1850 bis 1861 war er Bürgermeister der Stadt Graz. 

## Biographie
Johann Nepomuk Ulm wurde als Sohn des Herrschaftsbesitzers Thomas Ulm (1756–1803) und dessen Gattin Thekla (geb. Hebenreich, 1764–1835) auf Schloss Sauritsch (heute Zavrč) in der Untersteiermark geboren. Nach dem Besuch des heutigen Akademischen Gymnasiums in Graz studierte er ab 1821 Rechtswissenschaften an der Universität Wien und promovierte 1826. Von 1825 bis 1832 arbeitete er als Konzeptspraktikant am k.k. Fiskalamt in Graz, danach war er als Hof- und Gerichtsadvokat tätig. Ab 1836 wirkte er als Notar und Mitglied der juristischen Fakultät an der Universität Graz. Zudem war er Ausschussmitglied der Steiermärkischen Advokatenkammer. Seit 1831 war Ulm mit seiner Gattin Theresia (geb. Edle von Lendenfeld, 1807–1891) verheiratet.
Im Zuge der Revolution von 1848/1849 etablierte sich in Graz erstmals ein unabhängiges Verwaltungsgremium (bis Dezember 1848 offiziell „Gemeinde-Ausschuss“), als dessen Obmann Ulm fungierte. Nach der offiziellen Konstituierung dieses nunmehrigen „Gemeinde-Rathes“ im August 1850 wurde Ulm am 16. September 1850 zum Bürgermeister gewählt und am 7. Oktober vereidigt. Unter den Aktivitäten des jungen Gemeinderates nahm die Neuorganisation der städtischen Behörden breiten Raum ein. Eine bis heute bedeutende Entscheidung fiel gleich in der ersten Gemeinderatssitzung am 7. Oktober: die Intervention gegen eine erneute Befestigung des Grazer Schloßberges durch die k.k. Kreisregierung. Somit blieben die Parkanlagen, welche ab 1839 an Stelle der Ruinen der 1809 auf Befehl Napoleons geschleiften Festung angelegt worden waren, der Öffentlichkeit erhalten. Für 1851 konnte ein ausgeglichenes Budget mit Ein- und Ausgaben in Höhe von jeweils knapp 196.000 Gulden beschlossen werden. Liberale Mitglieder des Gemeinderates kritisierten Ulm als zu obrigkeitshörig – die Stadtpolitik stand trotz neugewonnener Autonomie unter genauer Beobachtung der staatlichen Behörden.
Mit dem Silvesterpatent begründete der junge Kaiser Franz Joseph I. seine neoabsolutistische Herrschaft. Damit wurde das Stadion'schen Gemeindegesetz von 1849, welches die städtische Selbstverwaltung begründet hatte, verworfen. Gemeinderatsmitglieder und Bürgermeister konnten nicht mehr frei gewählt werden, Beschlüsse der Stadtverwaltung konnten durch die übergeordneten Behörden geprüft und gegebenenfalls revidiert werden und Gemeinderatssitzungen waren nicht mehr öffentlich. Die für Februar 1854 angesetzten Ergänzungswahlen (jährlich sollte so ein Drittel der Gemeinderäte erneuert werden), wurden verboten. Der Austausch eines Gemeinderatsmitgliedes erfolgte nur noch im Fall von Tod oder freiwilligem Rücktritt, wobei dessen Nachfolger nicht mehr durch Wahl bestimmt, sondern von der landesfürstlichen Verwaltung ernannt wurde. Der (nach den Vorstellungen von 1849) nur bis 1853 legitimierte Gemeinderat tagte ununterbrochen weiter, jedoch nur zum Zweck der Erfüllung behördlicher Vorgaben. Zeitungsberichte oder gar öffentliche Beteiligung an den Sitzungen unterblieben. Diese Phase kommunalpolitische Lähmung währte bis 1860. Dann trat auf Basis des Oktoberdiploms das Gemeindegesetz von 1849 wieder in Kraft. Auch die 1848 provisorisch eingerichteten Landtage konnten wieder tagen. In Vorbereitung darauf sollte der Grazer Gemeinderat zwei Abgeordnete als Repräsentanten der Stadt entsenden. Die Stadtpolitik erklärte jedoch, dieser Aufforderung nicht nachkommen zu können, da man kein frei gewähltes Gremium sei. Folglich beantragte der Gemeinderat Neuwahlen, welche das Staatsministerium daraufhin im Dezember 1860 per Erlass für das ganzen Reich anordnete. Mit diesen Wahlen endete die politische Karriere von Johann Nepomuk Ulm, dem neuen Gemeinderat unter Bürgermeister Moritz von Franck gehörte er nicht mehr an.
Schon 1850 hatte Ulm den Franz-Joseph-Orden im Rang eines Ritters erhalten. 1861 wurde er mit dem Prädikat Edler von in den Adelsstand erhoben. Johann Nepomuk Ulm arbeitete weiter als Jurist, verstarb jedoch wenige Jahre später an einer (zeitgenössisch so bezeichneten) „Gehirnlähmung.“